# Deflazacort
Deflazacort es un glucocorticoide usado como antiinflamatorio e inmunosupresor. Es vendido en el Reino Unido por Shire bajo la marca Calcort, en Brasil como Cortax, Decortil, y Deflanil, y en Honduras como Flezacor. En España es comercializado por Menarini, como Zamene. En Italia como Deflan. No está disponible en los Estados Unidos, a pesar de que su comercialización está autorizada por la Administración de Medicamentos y Alimentos (FDA) desde febrero de 2017, tras una gran polémica en el país causada por el intento de la farmacéutica que lo comercializará de ponerle un precio entre 50 y 70 veces mayor que el habitual en los países de Europa y el resto del mundo, donde incluso puede conseguirse como medicamento genérico.
Deflazacort es un profármaco. Su potencia es 70–90% de la potencia de la prednisona.